# قرار مجلس الأمن التابع للأمم المتحدة رقم 1906
قرار مجلس الأمن التابع للأمم المتحدة رقم 1906، الذي تم تبنيه بالإجماع في 23 ديسمبر 2009، بعد إعادة التأكيد على القرارات السابقة بشأن الموضوع والإشارة إلى الوضع في جمهورية الكونغو الديمقراطية، قرر المجلس تمديد ولاية بعثة الأمم المتحدة في جمهورية الكونغو الديمقراطية حتى 31 مايو 2010. سمح القرار لـ 21 ألف شرطي وجندي محلي ودولي بالبقاء في البلاد.
كلف القرار البعثة بثلاث مهام رئيسية هي:
(أ) ضمان الحماية الفعالة للمدنيين والعاملين في المجال الإنساني وموظفي الأمم المتحدة ومرافقها؛
(ب) القيام بنزع السلاح والتسريح وإعادة الإدماج للقوات الأجنبية والكونغولية؛
(ج) دعم جهود الحكومة لتحسين الأمن والاستقرار في البلاد.
كما كرر المجلس الإعراب عن قلقه إزاء استمرار انتهاكات حقوق الإنسان في مناطق النزاع، وحث الحكومة الكونغولية على «توفير حماية فعالة للسكان المدنيين، وإنشاء مؤسسات مستدامة لقطاع الأمن تحترم سيادة القانون احتراماً كاملاً، وتكفل احترام حقوق الإنسان والنضال ضد الإفلات من العقاب». ودعا جيش الرب للمقاومة والقوى الديمقراطية لتحرير رواندا على وجه الخصوص إلى وقف جميع أشكال العنف.
طلب المجلس من الأمين العام بان كي مون إجراء استعراض استراتيجي للوضع في جمهورية الكونغو الديمقراطية والتقدم الذي أحرزته بعثة الأمم المتحدة في جمهورية الكونغو الديمقراطية نحو تحقيق ولايتها، مع مراعاة الإطار الاستراتيجي المتكامل لوجود الأمم المتحدة في البلد بحلول 1 نيسان / أبريل 2010 . ومع أخذ ذلك في الاعتبار، اقترح المجلس تمديد بعثة الأمم المتحدة في جمهورية الكونغو الديمقراطية في المستقبل، بمجرد أن تجد السبل الكفيلة بتحسين حماية المدنيين.